# Overstromingen in Willamette Valley in 1996
De overstromingen in Willamette Valley maakten deel uit van een serie overstromingen in de Pacific Northwest in 1996. De overstromingen vonden grotendeels plaats in Oregon maar ook naburige staten werden getroffen.

## Oorzaak
Een ongewone samenloop van weersomstandigheden maakte de overstromingen bijzonder ernstig. De winter voorafgaand aan de overstromingen had een abnormale hoeveelheid aan regen en relatief weinig sneeuwval opgeleverd. De zware regens verzadigden de bodem en verhoogden het rivierpeil in januari 1996. Eind januari werd de regio getroffen door een zware sneeuwstorm. Dit werd gevolgd door een vorstperiode die zes tot tien dagen aanhield. De nieuwe sneeuwlaag smolt door een warme subtropische straalstroom die op 6 februari arriveerde. Deze straalstroom bracht nog meer regen met zich mee. De combinatie van de extra regen, de verzadigde grond en de smeltende sneeuw deed tientallen beken en zijrivieren overstromen, die uitmondden in de grote rivieren in de regio, die daardoor op hun beurt ook overstroomden. De Willamette was op sommige plaatsen negen meter hoger dan normaal. Er was zoveel water dat de 12 meter hoge Willamette Falls bijna niet meer zichtbaar was.

## Gevolgen
Tijdens de overstromingen verloren acht mensen het leven en raakten 3000 mensen hun woning kwijt. Er was voor meer dan 70 miljoen dollar schade in de regio. Steden en dorpen tussen Oregon City en Corvallis werden getroffen. In het centrum van Portland werden de rivierbeddingen verhoogd met zandzakken om te voorkomen dat grote delen van de stad zouden overstromen. Erger werd voorkomen door een waterproject dat gebouwd werd in de jaren 1930: hierdoor steeg de rivier tientallen centimeters minder. Er werden ook tientallen wegen weggespoeld evenals verschillende kuddes koeien van boerderijen in de omgeving van rivieren. President Bill Clinton noemde de ramp zeer ernstig en bezocht verschillende getroffen plaatsen.